# Чичимекская война
Чичимекская война (исп. Guerra Chichimeca) — вооружённый конфликт 1550—1590 годов между испанскими колонизаторами и их союзниками из числа индейцев, с одной стороны, и племенами чичимеков, с другой. Этот конфликт считается  во всей истории колонизации самым длинным и самым дорогим конфликтом между испанцами и коренными народами Новой Испании.

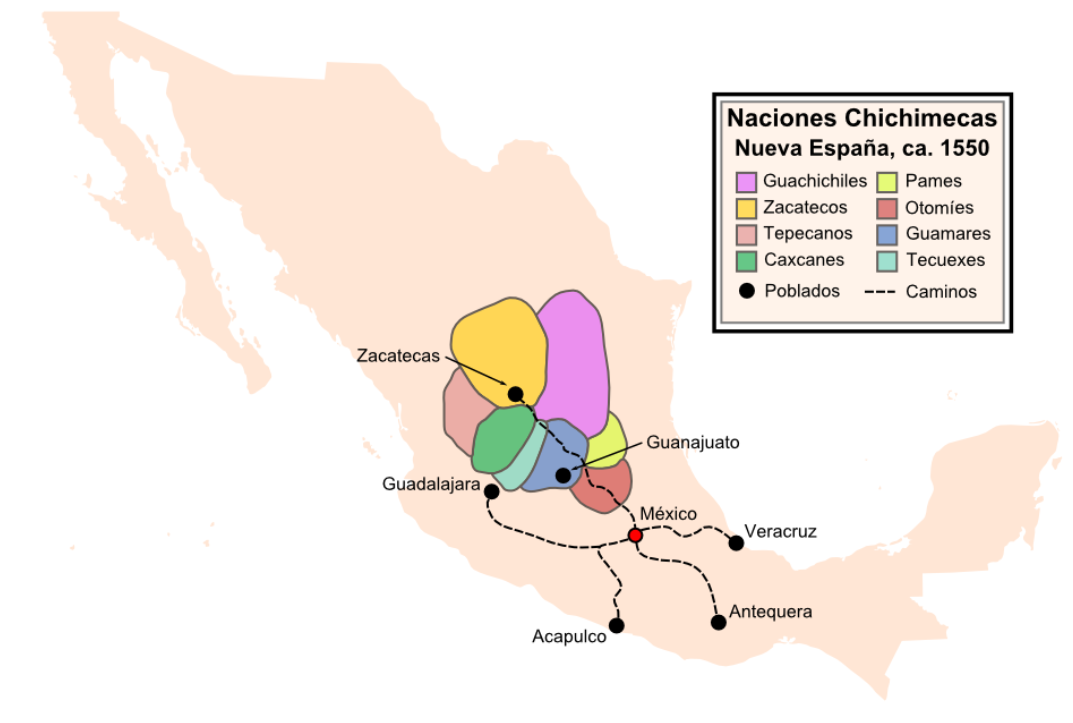
Племена чичимеков в 16 в.

## Ход событий
Чичимекские войны начались спустя восемь лет после Микстонского восстания 1540—1542 годов. С одной стороны этот конфликт можно рассматривать как продолжение восстания, потому что в эти годы не прекращались вооружённые столкновения. В отличие от Микстонского восстания у испанцев теперь появились союзники. Военные действия проходили в северном регионе Мексики, в частности в мексиканских штатах Сакатекас, Гуанахуато, Халиско, Сан-Луис-Потоси.
Этот конфликт оказался гораздо серьёзней, чем испанцы ожидали. На первый взгляд чичимеки казались примитивными и неорганизованными. Хотя и испанские войска часто одерживали победу над чичимеками, эти военные успехи оказывали малое влияние на другие независимые группы, которые продолжали войну. Военные действия начались в конце 1550 года, когда закатеки напали на караван индейцев. Через несколько дней они атаковали ранчо, расположенное в 10 милях к югу от Закатеки. Самые разрушительные набеги прошли в первые годы в 1553 и 1554 годах, когда напали на два больших вагона на пути к Закатеки. Было убито большое количество людей, и товары на большую сумму были похищены или уничтожены. К концу 1561 года насчитывалось около 200 испанцев и 2000 их союзников-индейцев и торговцев, которых убили чичимеки.
Цены на импортные товары увеличились вдвое из-за опасности транспортировки. Испанское правительство попыталось принять меры кнута и пряника, чтобы попытаться приглушить войну, но это им не удалось и тогда в 1567 году оно приняло политику «войны огнём и кровью» — смерти, порабощения или увечья чичимеков. Главным преимуществом на протяжении всей войны было то, что дороги, открывавшие испанцам серебряные рудники, находились под их контролем.. В 1570-х годах восстание распространилось, когда памес начал совершать набеги возле Керетаро. К 1571 году большинство племён чичимеков совершали набеги на города и важнейшие  дороги. С 1575 по 1585 год чичимеки усилили нападения. Все шахты в тех районах, где шли боевые действия, были закрыты. Испанцы всегда испытывали нехватку солдат и были вынуждены полагаться на туземных солдат и вспомогательные войска племён каксканов, пурепеча и отоми.
По мере того как война продолжалась, стало ясно, что политика войны огнем и кровью потерпела неудачу. Королевская казна опустошалась; церковники, которые первоначально поддерживали войну, теперь поставили под сомнение эту политику. В 1574 году доминиканцы заявили, что война с чичимеками была несправедливой и вызвана испанской агрессией. Таким образом, чтобы положить конец конфликту, испанцы начали менять политику и решили купить мир у чичимеков.
В 1584 году епископ Гвадалахары выступил с предложением «христианского средства»: создании новых городов со священниками, солдатами и дружелюбными индейцами для постепенной христианизации чичимеков. В 1586 году вице-король Альваро Манрике де Суньига последовал этой идее и удалил многих испанских солдат с границы, поскольку их нахождение там считалось скорее провокацией, чем лекарством. Он запретил и дальше проводить военные действия. Вице-король начал переговоры с лидерами чичимеков и договорился о поставке им орудий труда, еды, одежды, чтобы поощрить их с помощью «мягкого убеждения». Начиная с 1590 года и в течение нескольких десятилетий испанцы реализовывали программу «Покупки мира», отправляя большое количество товаров на север для распределения среди чичимеков. В 1590 году вице-король объявил программу успешной, и дороги в Сакатекасе впервые за 40 лет стали безопасными.
Программа «Покупки мира» привела к тому, что боевые действия прекратились, и большинство чичимеков постепенно перешли к оседлому образу жизни и формально перешли в католичество.